# Ivica Matković (1913.)
Ivica Matković (Zlarin, 1913. – okolica Celja, 1945.), ustaški dopukovnik.

## Životopis
Rođen 1913. na Zlarinu. Završio gimnaziju. Zatim je pošao na školovanje u Češku, u Prag, gdje je završio eksportnu akademiju. Nakon osnivanja NDH ušao u Ustašku obranu. Tabornik jasenovačkog ustaškog tabora, i prije nego što je osnovan jasenovački logor. Ondje se oženio mještankom. Bio je osoba u koju je Maks Luburić imao veliko povjerenje te je početkom 1942. postao njegovim zamjenikom i opunomoćenikom. Sumnjiči ga se da dok je bio u jasenovačkom logoru da je počinio niz masovnih i pojedinačnih ubojstava, te na proljeće i ljeto 1942. godine organizirao otpremanje u logor i likvidacije Srba jasenovačke Posavine - mještana Jasenovca, Uštice, Mlake, Jablanca i Donje Gradine. U razdoblju kad je Luburić "sklonjen u 'ilegalu'", obnašao je dužnost ravnatelja Ureda III. Od 1943. godine je u Zagrebu, gdje je Luburiću ostao bliski suradnik sve do kraja rata. Krajem rata pošao s kolonom civila, vojnika i dužnosnika prema Austriji. Sredinom 1945. britanske vlasti izručile su ga partizanima. Pretpostavlja se da je pogubljen. Najvjerojatnije su ga pogubili svibnja 1945. kod Celja (Slovenija).